# 갈문망둑
갈문망둑(학명: Rhinogobius giurinus)은 망둑어과에 속하는 물고기의 일종이다.
몸길이가 7~9cm 정도로, 몸은 원통 모양이고 머리는 위아래로 납작하며 주둥이가 길다. 작은 눈은 납작한 머리의 위쪽에 불거져 있다. 등은 비늘로 덮여 있지만 뺨과 아가미 부분에는 비늘이 없다. 배지느러미가 합쳐져 만들어진 흡반이 있으며 타원형이다. 입은 매우 작다. 몸은 전체적으로 담황록색이고 머리와 배는 백색이다. 몸 전체적으로 구름 모양의 무늬가 있으며 5개 정도 산재한다. 자갈이 깔린 하천과 여울 및 기수역에서 주로 서식하며, 밀어와 비슷하게 생겼지만 밀어보다 얕고 유속이 느린 곳에서 분포한다. 잡식성이지만 수생곤충을 즐겨 먹으며, 물벼룩 등의 미생물들도 두루 섭식한다. 산란기는 7~10월이며, 돌 밑에 알을 외겹으로 낳고 수컷이 보호한다. 주로 식용 어류로 쓰이지만 관상어로도 쓰이며, 한국 외에도 중국·일본·베트남·오키나와·연해주·대만·러시아 등지의 곳곳의 하천에 널리 분포한다. 티베트·윈난성·싱가포르에도 유입된 것으로 알려져 있다.